# Tram ATAC: motrici bassotte
Le vetture tranviarie serie 2500 dell'ATAC di Roma erano due vetture sperimentali a pianale ribassato, pertanto denominate "bassotte", costruite dalla Caproni di Milano nel 1948.
Numerate 2501 e 2503, girarono in prova a Milano nel 1948, poi furono in servizio fino al 1951 sulla rete tranviaria di Roma; in seguito acquistate dall'ATM di Milano, le immise in servizio mantenendo ancora le matricole originarie, ma dotandole di asta e rotella, chiamata perteghetta nel dialetto milanese, al posto dell'archetto in uso a Roma.
Poiché tendevano a sviare, a causa delle ruote posteriori di piccolo diametro ed indipendenti, vennero utilizzate saltuariamente. Nel 1966 furono radiate definitivamente e demolite dopo un breve periodo di accantonamento nel Deposito Borgazzi di Monza.

## Galleria d'immagini

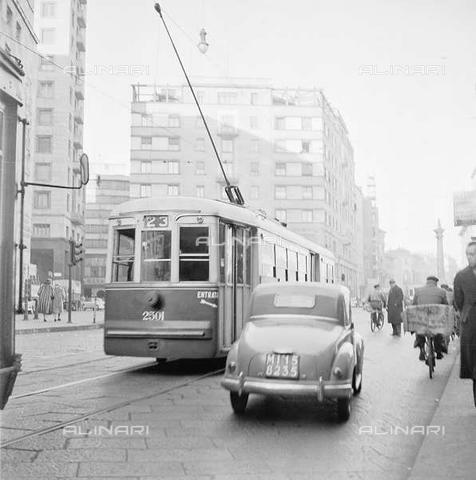
La 2501 in piazza San Babila a Milano
La 2501 alle Officine Generali ATM Teodosio a Milano